# Mårtensson
Mårtensson ist ein patronymisch gebildeter schwedischer Familienname mit der Bedeutung „Sohn des Mårten“.

## Namensträger
- Agneta Mårtensson (* 1961), schwedische Schwimmerin
- Bertil Mårtensson (1945–2018), schwedischer Science-Fiction-Autor und Philosoph
- Emilia Mårtensson (* ≈1982), schwedische Jazz- und Weltmusik-Sängerin
- Frithiof Mårtensson (1884–1956), schwedischer Ringer
- Johan Mårtensson (* 1989), schwedischer Fußballspieler
- Jörgen Mårtensson (* 1959), schwedischer Orientierungsläufer
- Malte Mårtensson (1916–1973), schwedischer Fußballspieler und -trainer
- Stig Mårtensson (1923–2010), schwedischer Radrennfahrer
- Tony Mårtensson (* 1980), schwedischer Eishockeyspieler